# Hew Strachan
Hew Francis Anthony Strachan, DL, FRSE (ur. 1 września 1949 w Edynburgu) – szkocki historyk wojskowości, znany głównie dzięki pracom na temat struktury British Army oraz I wojny światowej.

## Życiorys
W 1968 roku przez trzy miesiące był marynarzem na statku handlowym The Ben Line Steamers. W 1973 roku był członkiem ekspedycji, która w Sudanie szukała pozostałości z czasów starożytności. W 1971 ukończył Corpus Christi College w Cambridge z tytułem licencjata (Bachelor of Arts), a w 1975 z tytułem magistra.
W latach 1992–2001 był profesorem historii najnowszej na University of Glasgow. Obecnie wykładowca na Oxford University.
Członek Royal Society of Edinburgh i Royal Historical Society.

## Książki
- British Military Uniforms, 1768-1796 (Arms and Armour, 1975)
- History of the Cambridge University Officers Training Corps (1976) ISBN 0-85936-059-8
- European Armies and the Conduct of War (London, 1983) ISBN 0-415-07863-6
- Wellington's Legacy: The Reform of the British Army 1830-54 (Manchester, 1984) ISBN 0-7190-0994-4
- From Waterloo to Balaclava: Tactics, Technology and the British Army (Cambridge, 1985) ISBN 0-521-30439-3
- The Politics of the British Army (Oxford, 1997) ISBN 0-19-820670-4
- The Oxford Illustrated History of the First World War (ed.) (Oxford, 1998) ISBN 0-19-820614-3
- The First World War: Volume 1: To Arms (Oxford, 2001) ISBN 0-19-926191-1 (first of an expected three volume history)
- The First World War: A New Illustrated History (Simon & Schuster, 2003)
- The First World War (Viking, 2004 ISBN 0-670-03295-6
- The First World War in Africa (Oxford, 2004)
- 'German Strategy in the First World War' in Internationale Beziehungen im 19. und 20. Jahrhundert, pages 127-144.
- Clausewitz's On War: a Biography (Atlantic Monthly Press 2007) ISBN 0-87113-956-1